# Psilus submonilis
Psilus submonilis är en stekelart som först beskrevs av Jean-Jacques Kieffer 1911.  Psilus submonilis ingår i släktet Psilus, och familjen hyllhornsteklar. Arten är reproducerande i Sverige.